# قروش حديثة
القروش الحديثة أو اللمنيات، وهي رتبة من أسماك القرش. وتشمل هذه الرتبة بعضًا من أكثر الأنواع المألوفة لأسماك القرش مثل القرش الأبيض الكبير، بالإضافة إلى ممثلين آخرين أكثر غرابة مثل عفريت القرش (goblin shark) والقرش كبير الفم. وتتميز أعضاء تلك الرتبة بامتلاكها لاثنتين من الزعانف الظهرية وزعنفة شرجية وخمسة شقوق خيشومية، وعيون دون وجود غشاء راف، وفم ممتد إلى خلف العين.

## الاستهلاك المستدام
Iفي عام 2010، قامت منظمة السلام الأخضر الدولية بإضافة قرش الماكو قصير الزعانف (Isurus oxyrinchus) إلى قائمتها الحمراء للمأكولات البحرية. وتعد«قائمة منظمة السلام الأخضر الدولية الحمراء للمأكولات البحرية قائمة للأسماك التي تُباع عادةً في محلات السوبر ماركت في جميع أنحاء العالم، والتي يشكل استصدارها من مصائد الأسماك غير المستدامة خطرًا كبيرًا.» 

## وصلات خارجية
- [<a href="http://www.elasmo-research.org/education/topics/d_checklist.htm%22>http://www.elasmo-research.org/education/topics/d_checklist.htm</a> elasmo-research]

قالب:Chondrichthyes